# Evergreen Terrace
Evergreen Terrace é uma banda de hardcore melódico/metalcore da Flórida.

## Histórico

### Formação e gravações iniciais
Formado em 1999 por Josh James (guitarra), Andrew Carey (vocal), Josh "Woody" Willis (guitarra), Josh Smith (baixo) e Christopher Brown (bateria), a banda lançou um Demo-EP e um Split-EP juntos com Cordelle no primeiro ano de ser uma banda. Dentro de 8 meses do início da banda, Woody e Josh Smith foram substituídos por Craig Chaney (guitarra / vocal) e Jason Southwell (baixo). Em 2001, seu álbum de estréia, Losing All Hope is Freedom foi lançado pela gravadora Indianola Records em 31 de julho.

## Formação
- Andrew Carey (vocal)
- Craig Chaney (guitarra & vocal)
- Joshua James (guitarra)
- Jason Southwell (baixo)
- Kyle Mims (bateria)